# サウスゲイト (カリフォルニア州)
サウスゲイト（英: South Gate）は、アメリカ合衆国カリフォルニア州ロサンゼルス郡南東部にある都市。ロサンゼルス市中心街の南東11kmに位置している。人口は9万2726人（2020年）。ヒスパニック系の住民が多い。
1923年1月20日にロサンゼルス郡管理委員会によって市制が執行された。1965年にツツジを市の花に採用したので、「ツツジの都市」と呼ばれるようになった。市章の中にもツツジの絵が使われている。1990年、全国市民連合から全米都市賞を受賞した10自治体の1つになった。このマークも市章に入っている。

## 歴史
サウスゲイトとなった地域にはトングバ族インディアンが住んでおり、その後16世紀半ば以降にスペイン人牧場主が開発してきた。初期スペイン人開拓者の中にはカリフォルニアでは初の家族であるルゴ家があった。1769年、スペイン人探検家の集団がサンディエゴの海岸からサンディエゴとモンテレー湾の間の未だ地図が無かった地域の探検に出発した。彼等にフアン・クレスピ神父が同行しており、歴史家達はクレスピのことを新世界探検における偉大な日記作成者の一人と考えている。その日記は探検隊が通過した土地の状況を詳細に記している。探検隊はサンガブリエル・バレーの方向に進み、1769年8月2日にロサンゼルス川を越えた時にクレスピがこの川を「ポルシウンクラ」と名付けた。ルゴの得たスペインによる土地特許の話などが無ければ、サウスゲイトの歴史はまだ記されなかったと考えられる。この特許土地は現在のサウスゲイト市大半に及んでおり、この地域の歴史を鮮やかに伝えている。サリナスに近いサンアントニオ・デ・パドゥア伝道所に滞在している間の1775年に、フランシスコ・ルゴのカリフォルニアでは最初の息子、アントニオ・マリア・ルゴが生まれた。この息子がスペインの貴族で軍人であるドン・アントニオ・マリア・ルゴとなり、現在のサウスゲイト市となる土地を含む3万エーカー (120 km2) の土地に入植した。1810年、ルゴとその父がスペイン王室に対して軍人として貢献したことの報償として、スペイン王が正式にルゴに対する土地特許を承認した。ランチョ・サンアントニオはサンガブリエル・バレーとを分ける低い丘陵から南は昔のドミンゲス・ランチョまで、ロサンゼルス砦の東境界からサンガブリエル川にまで及んだ。ルゴは1816年から1819年までロサンゼルスと呼ばれた小さな町の町長にもなった。
ルゴの土地特許が降りてから100年と少し経ったときに、牧場の南ゲイト付近の地域がサウスゲイト市となった。ドン・ルゴの一家が成長するにつれて、サンバーナーディーノ・ランチョなど他の特許土地を子供達の名前で取得していった。
将来サウスゲイトとなる場所と隣接するは丘陵部は、夥しい牛や馬の群れがあらゆる方向から毎年春のロデオが開催される共有地に集まってくるとき、華やかな壮観をなした。ルゴは家畜の所有権に関する論争や農業に関する論争について訴訟を手配し解決させた。ルゴが鞍に乗っているとき、彼が裁判官であり、平原は裁判所だった。
特許土地が世代を追って受け継がれていくと、子孫の間で分割され、最後は細かく分けられてルゴ一家以外の者に売却された。ドン・アントニオの息子ビンセンテ（1820年-1889年）は5.5エーカー (22,000 m2) の土地にそのアドビ住居を建てた。これがルゴ牧場と呼ばれ、現在のベルガーデンズ市ゲイジ・アベニュー沿いにある。
1870年代が終わるまでに、当初の特許土地は40エーカー (160,000 m2) の区画で分割されていた。1880年には地域の最も重要な産業として牛の飼育業の代わりに農業が成長していた。1910年から1940年の間、農業用地の大半が住宅と工場に変わった。今日、この土地は高速道路で分割されており、山脈から大洋まで広大な平原が拡がっていた往事を偲ぶことは難しくなっている。
R・D・トゥイーディの一家がサウスゲイト市の歴史で重要な役割を果たした。トゥイーディは1812年にイリノイ州で生まれ、1852年に牛に曳かせた荷車でカリフォルニア州に来ていた。トゥイーディは牛車に載せたロッキングチェアの上でプレーリーを越えた。その家族は大きく、数世代にわたって市内に住んだ。その家族の一員が、サウスゲイト市となった場所の2,000エーカー (8.1 km2) を購入した。市の「中心街事業地区」はこの一家の名前を採っており、トゥイーディマイルと呼ばれている。
サウスゲイト市はカダヘイ・ランチにあるサウスゲイト・ガーデンに因んで1918年に名付けられた。その5年後の1923年市制が執行された。市名はロサンゼルスの南にあることも意味している。

## 地理

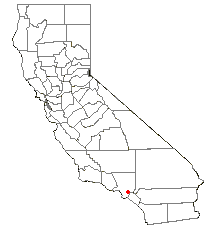
カリフォルニア州内の位置

サウスゲイトは北緯33度56分39秒 西経118度11分42秒 / 北緯33.94417度 西経118.19500度に位置する。アメリカ合衆国国勢調査局に拠れば、市域全面積は7.5平方マイル (19.4 km2)であり、このうち陸地は7.4平方マイル (19.1 km2)、水域は0.1平方マイル (0.3 km2)で水域率は1.60%である。
ロサンゼルス川が市内東部を流れている。

### 気候
サウスゲイト市は半乾燥地中海性気候であり、温暖な冬と、暑く乾燥した夏がある。平均年間降水量は380ミリメートルであり、11月から4月の間が多い。気温は 4℃から40℃の間で推移する。

## 人口動態
以下は2000年の人口統計データである。
| 基礎データ - 人口: 96,375人 - 世帯数: 23,213世帯 - 家族数: 20,063家族 - 人口密度: 5,052.0人/km2（13,084.6人/mi2） - 住居数: 24,269軒 - 住居密度: 1,271.4軒/km2（3,294.9軒/mi2） 人種別人口構成 - 白人: 41.6% - アフリカン・アメリカン: 1.2% - ネイティブ・アメリカン: 0.9% - アジア人: 0.8% - その他の人種: 51% - ヒスパニック・ラテン系: 92% 年齢別人口構成 - 18歳未満: 35.6% - 18-24歳: 12.58% - 25-44歳: 31.6% - 45-64歳: 14.9% - 65歳以上: 5.4% - 年齢の中央値: 26歳 - 性比（女性100人あたり男性の人口） - 総人口: 98.3 - 18歳以上: 95.5 | 世帯と家族（対世帯数） - 18歳未満の子供がいる: 58.2% - 結婚・同居している夫婦: 59.6% - 未婚・離婚・死別女性が世帯主: 18.4% - 非家族世帯: 13.6% - 単身世帯: 10.4% - 65歳以上の老人1人暮らし: 4.8% - 平均構成人数 - 世帯: 4.15人 - 家族: 4.37人 収入と家計 - 収入の中央値 - 世帯: 35,695米ドル（2005年推計） - 家族: 35,789 米ドル - 性別 - 男性: 25,350米ドル - 女性: 19,978米ドル - 人口1人あたり収入: 10,602米ドル - 貧困線以下 - 対人口: 19.2% - 対家族数: 17.43% - 18歳未満: 24.2% - 65歳以上: 12.0% |

### 宗教
市内には約40の教会があり、それらが多様な宗教会派を代表している。市民の58.08%は宗教を信じている。カトリック教会39.99%、プロテスタント6.75%、モルモン教1.04%、その他のキリスト教3.33%となっている。市民の5.93%はユダヤ教徒であり、0.07%は東方正教会、0.98%はイスラム教徒である。

### 人種の歴史
サウスゲイト市は産業都市（主に金属板金）として1920年代と1930年代に発展した。そのブルーカラー社会は圧倒的に非ヒスパニック系白人の住民だった。
1940年代と1950年代、サウスゲイト市は南カリフォルニアでも人種差別が最も厳しい都市だった。白人青年のギャングが、隣接するワッツの町から入って来ようとする黒人を捜して通りをうろついていた。当時地域で最も悪名高いクラブは「スプーク・ハンターズ」（黒人を狩る人）と呼ばれていた。
その後の時代にサウスゲイト市は変わり始めた。1965年8月、ロサンゼルス市ワッツで暴動が起こった。ワッツは事実上100%黒人であり、その隣にあるサウスゲイト市は100%近く白人だった。暴徒はロサンゼルス市南中部の黒人居住地域に限られており、サウスゲイト市との市境を越えなかったが、市内の若い白人は初めて購入する家屋のために他の場所を探すようになった。市内白人の人口が減り始め、それ以前に地盤を築いていたメキシコ人の数が増え始めた。
1970年代以降、サウスゲイト市はヒスパニック系社会が大きくなり、1990年代には労働者階級のヒスパニックとして支配的となり、ラテン系アメリカ人の家族が逃げ出した白人の残した空間を埋めた。

## 経済
2009年時点でカリフォルニア州の雇用開発局がサウスゲイト市の失業率を14.4%と報告し、就業機会成長率もマイナスとした。カリフォルニア州平等化委員会はサウスゲイト市の消費税率を10.75%としている。2009年4月1日時点で、サウスゲイト市は消費税率を10.25%としていたが、これが現在は10.75%になっている。この税率は州平均に自治体の追加分を足したものであり、ピコ・リベラと並んで州内最高である。成人も子供も全て含んだときの一人当たり収入は11,566ドルである。世帯当たり収入の中央値は41,064ドルとなっている。

サウスゲイトの商業活動は次の地域に集中している。
- トゥイーディ・マイル、トゥイーディ・ブールバードのアラマダ通りからアトランティック・アベニューまで
- ファイアーストーン・ブールバード、ロングビーチ・ブールバードからガーフィールド・アベニューまで
- エル・パセオ、ファイアーストーン・ブールバードとガーフィールド・アベニューの角
- ホリーデイル、ガーフィールド・アベニューの105フリーウェイからインペリアル・ハイウェイまで

2009年サウスゲイト市市政委員会は特別会合を開催し、市の財政状態が危機的な状況にあるという宣言案を採択した。

## 政治

### 市政府
市政委員会は市全体を選挙区として選ばれた5人の委員によって構成されている。任期は4年間であり、市の政策とその手続を定める。市長は市政委員から互選され、任期は1年間である。

#### 二大政党の支持率
サウスゲイト市有権者の63.10%は民主党を支持している。35.60%は共和党支持と登録されている。残り1.30%は独立系である。

#### スキャンダルと汚職
2001年から2003年、当時市財務官のアルバート・ローブルズが市政委員3人と共謀して賄賂を受け取り、友人や親戚に市の発注を受けさせていた。市政委員3人は委員会の多数派であり、欲するように市の方向付けを行うことができた。例えば2002年、ローブルズは重罪容疑で逮捕されたが、市政委員会からは副シティマネジャーに指名され、その法廷費用を市に賄わせた。市政委員会は自分達の給与を20倍にし、市事務官のカーメン・アバロスが汚職と選挙違反についてカリフォルニア州州務省に訴え出たときにその給与を90%カットした。
2003年1月28日、有権者がローブルズとその政治的同盟者である前市長のゾチトル・ルバルカバ、前副市長のラウル・モリエールおよび前市政委員のマリア・ベナビデスと共にリコールした。
ローブルズは2005年7月に収賄罪で有罪となった。2006年11月に判決が出て、連邦刑務所での禁固10年間と、市へ639,000ドルの返済を命じられ、即刻収監された。
2006年3月、ローブルズの後任として市財務官に選出されていたルディ・ナバロが、市の公式サイトに掲載した経歴に虚偽の記述があったとして捕まえられた。ナバロはサンディエゴ州立大学で学位を取得したと記していたが、実際にはそのために必要な条件を満たしていなかった。
サウスゲイト市のスキャンダルについて最も完成度の高い記録はジャーナリストのサム・クイノンが著した「ANTONIO'S GUN AND DELFINO'S DREAM: True Tales of Mexican Migration (Univ. of New Mexico Press, 2007)」に詳しい。

#### 財務
サウスゲイト市は2005年で1億5,000万ドルの負債を抱えていた。
2007年6月5日、市は幾つかの財政的危機に直面していると報告した。

### 郡の機関
ロサンゼルス郡健康サービス部がウィッティア市にあるウィッティア健康センターを運営しており、サウスゲイト市民も利用できる。

## 市民公園
市内には市民の娯楽ために9つの市民公園がある。
- サウスゲイト公園、面積96.8エーカー (387,000 m2) あり、市内最大の公園である。市の公園・レクリエーション部の地域社会向け行事は大半がここで行われている。公園内に6つの異なる施設があり、その内の幾つかが行事に貸し出されている。市民公会堂、婦人クラブハウス、18ホール・ゴルフコース、高齢者レクリエーションセンター、水泳競技場、およびスポーツセンターである。他にアスレティック場、屋外バスケットボールコート、2面の遊技場、テニスコート、スケート公園、幾つかのピクニック施設、およびジュニアのホッケーリンクがある。公園は午後5時に閉門される。
- ホリーデイル地域公園、面積56.0エーカー (224,000 m2) あり、 遊技場、テニスコート、野球場、サッカー場、ピクニック施設があり、有料の乗馬センターもある。日没時に閉門される。
- シーザー・シャベス公園、面積9.0エーカー (36,000 m2) あり、2面の遊技場とあずま屋がある。ピクニックもできる。日没時に閉門される。
- サークル公園、面積4.0エーカー (16,000 m2) あり、1つの地区公園である。小さな遊技場、球技場および草地がある。日没時に閉門される。
- ホリーデイル・コミュニティ公園、面積2.2エーカー (8,800 m2) あり、遊技場、屋外バスケットボールコート、およびコミュニティセンターがある。午後10時に閉門される。
- ステイト通り公園、面積0.8エーカー (3,200 m2) あり、草原のみである。地区公園であり、ピクニックもできる。日没時に閉門される。
- ガーデンデイル・トット・ロット、面積0.45エーカー (1,800 m2) あり、地区公園であり、遊技場と小さな草地がある。日没時に閉門される。
- トライアングル公園、面積0.2エーカー (1,200 m2) あり、あずま屋、自転車道、飲用噴水がある。日没時に閉門される。
- スタンフォード後援、面積0.19エーカー (760 m2) あり、地区公園であり、遊技場と小さな草地がある。日没時に閉門される。

## 教育
市内の学校は公立学校16校（小学校12校、中学校2校、高校2校）と私立学校2校である。中学校と高校では成人教育教室が開催されている。コミュニティ・カレッジ3校と州立大学3校が通学可能な範囲にある。

### 公立教育学区
市内の公立学校はロサンゼルス統合教育学区の管轄に属するものが大半である。一部がパラマウントとダウニーの各統合教育学区に入っている。

### 公共図書館
ロサンゼルス郡公共図書館が市内のルランド・R・ウィーバー図書館とホリーデイル図書館を運営している。

## 著名な出身者と住人
- アール・バスコム - 俳優、画家、彫刻家、ロデオの開拓者、カリフォルニア州ロデオ殿堂入り
- サイプレス・ヒル - ヒップホップグループ、プラチナアルバムを出した最初のラテン系グループ
- アメリア・イアハート - 女性飛行士、サウスゲイト市内のキナー飛行場と呼ばれた未舗装の滑走路で飛行術を教わった。その滑走路はティン・ルーサー・キングジュニア・ブールバードのロングビーチ・ブールバードとの交差点にあった。ここは隣接するリンウッド市北端になっている。
- ルーファス・B・キーラー - 著名陶芸家、手作りのタイル製家屋がサウスゲイト市内に今も建っている[31]。
- グレン・シーボーグ - 1951年ノーベル化学賞受賞者、マンハッタン計画に参加した、サウスゲイト市の一部になった地区に住んでいた。
- デイヴ・ロンバード - ロックミュージシャン、ドラマー。2歳の時、キューバから移住。